# Гекова воденица
Гековата воденица (на гръцки: Νερόμυλος Γκέκα) е възрожденско съоръжение в леринското село Долно Клещино (Като Клинес), Егейска Македония, Гърция. Построена е в началото на XX век. Собственост е на Г. Гекас. В 1988 година е обявена за паметник на културата.